# Мирзоян, Александр Багратович
Алекса́ндр Багра́тович Мирзоя́н (20 апреля 1951, Баку, Азербайджанская ССР, СССР) — советский футболист. Игрок бакинского "Нефтчи", ереванского "Арарата" и  московского  «Спартака» в 1970 - 1980-е годы, защитник, штатный пенальтист. В настоящее время — председатель Союза ветеранов футбола России. Член Исполнительного комитета РФС.

## Биография
Отец Баграт Мирзоян родом из Нагорного Карабаха Азербайджанской ССР, мать по национальности русская, она родилась в городе Сталино (ныне Донецк).
Выпускник футбольной школы группы подготовки «Нефтяник». В 1976 году закончил Армянский Государственный институт физической культуры. Выпускник Высшей Школы Тренеров (ВШТ) по специальности тренер-преподаватель. Центральный защитник. Штатный пенальтист. Мастер спорта, заслуженный работник физической культуры. Рекордсмен матчей за сборную юношескую команду СССР. Провел 2 матча в сборной СССР (1979—1980 гг.). В чемпионатах СССР — 231 матч, 15 голов.

## После игровой карьеры
Президент Союза Ветеранов Футбола России (СВФ). Советник Президента Российского Футбольного Союза (РФС). Ответственный секретарь экспертного Совета при Президенте РФС. Заместитель Председателя Комитета Ветеранов РФС. Член Технического Комитета РФС.
В 2004 году участвовал в телеигре «Сто к одному», играя за команду звёзд «Спартака» против редакции журнала «Мой футбол».

## Достижения
- командные:
  - чемпион СССР: 1979
  - Обладатель Кубка СССР: 1975
  - Финалист Кубка СССР: 1976 (в), 1981
  - Бронзовый призёр Кубка УЕФА (Чемпионат Европы) среди юниоров 1969 г. — Капитан команды.
- личные:
  - В списках 33-х лучших футболистов СССР (2): № 3 — 1975, 1980
  - Чемпион Всемирных игр Ветеранов 1994 г. в качестве тренера и игрока.

## Награды
- Медаль ордена «За заслуги перед Отечеством» I  степени (12 апреля 2023 года) — за заслуги в развитии физической культыру и спорта, многолетнюю добросовестную работу[2]
- Медаль ордена «За заслуги перед Отечеством» II  степени (26 июня 1995 года) — за заслуги в развитии физической культуры и спорта и большой личный вклад в возрождение и становление спортивного общества "Спартак"[3]
- Заслуженный работник физической культуры Российской Федерации (26 апреля 2000 года)  — за большой вклад в возрождение и становление физкультурно-спортивного общества "Спартак"[4]